# たましいの反抗記 すてるがかち!
『たましいの反抗記 すてるがかち!』（たましいのはんこうき すてるがかち!）は、水城正太郎による日本のライトノベル。イラストはミヤスリサが担当している。2006年、富士見ミステリー文庫（富士見書房）より発行。

## ストーリー
世界最大の学園都市・自転学園に合格した麻紀。学園での生活をしばらく過ごした頃、探検部が遭難する事件が起きる。その直後、謎の力を持つ校章を偶然手にした麻紀は、怪物に変化した教師たちに襲撃される事件に巻き込まれ、やがて学園内での大きな陰謀に巻き込まれてしまう。

## 登場人物
加治木 麻紀（かじき まき）
中等部2年。感情豊かな少女で、小柄ですばしっこい。偶然手にした校章が原因で、事件に巻き込まれてしまう。
永里 ハル（ながさと ハル）
高等部政治経済学部1年。セールスで知り合った麻紀と事件に巻き込まれ、共に行動することになる。
海老原 恵美（えびはら えみ）
高等部文学部1年。学部間会議の書記で、協力者として麻紀たちと行動することになる。
白星 聖佳（しらほし せいか）
高等部所属で、探検部の副部長。謀反を起こした探検部から逃走し、麻紀たちと行動を起こす。
勝谷 あかり（かつや あかり）
中等部2年で、麻紀の友人。怪物化した教師に捕まってしまう。
久米田 安代（くめた やすよ）
農学部所属。高飛車な性格で、麻紀から校章を奪い取ろうとする。
斗鬼 涼呼（とき りょうこ）
探検部部長。島に隠された力を手に入れるために、今回の事件を引き起こす。
谷垣 ひとみ（たにがき ひとみ）
文学部部長。「虹のリボンの哲学者」の名を持つ。
青塚 佐多子（あおつか さたこ）
体育学部部長。「青い稲妻」の名を持つ。
曽我 京子（そが きょうこ）
理工学部部長。「電気の魔法使い」の名を持つ。
柴田 若葉（しばた わかな）
法学部部長。「法の守り手」の名を持つ。
兵藤 祐和（ひょうどう ゆうわ）
政治経済学部部長。「カミソリ」の名を持つ。
皆元 美里（みなもと みさと）
農学部部長。「女帝」の名を持つ。
楠 みちる（くすのき みちる）
医学部部長。「聖母」の名を持つ。
佐伯 亜美（さえき あみ）
美術学部部長。

## 用語
自転学園（オノゴロがくえん）
世界最大の学園都市で、中学・高校・大学の一貫教育体制を採用する女子校。太平洋上に存在する島が丸ごと学園の所有となっている。島内の施設や交通、インフラ等はすべて学園の教師や生徒によって管理されている。
高等部では、以下のように専門化された学部に分類され、様々な業務を行っている。各学部長は高等部2年生から選出されている。
文学部
文献の記録やまとめを担当。島内のテレビ制作も行っている。
体育学部
トラックの運転や体力仕事を担当。
理工学部
島内の発電を担当。
法学部
学園生活を円滑に進めるために法を策定している。
政治経済学部
島内の貨幣流通を管理。セールスを行う生徒もいる。
農学部
食物生産及び供給を担当。業務ゆえに上層部は金持ちが多く、華美な装飾をまとう生徒も多い。
医学部
医療関係を担当。
美術学部
建築デザインなどを担当。

## 既刊一覧
水城正太郎、富士見書房〈富士見ミステリー文庫〉
- 『たましいの反抗記 すてるがかち!』、2006年6月10日発売[1]、ISBN 4-8291-6356-9